# Ty Olsson
Tyler Victor Olsson, detto Ty (Halifax, 28 gennaio 1974), è un attore canadese.

## Biografia
Appare più volte come ospite in numerose serie televisive sia canadesi che statunitensi. Dal 2012 è divorziato dall'attrice Leanna Nash, da cui ha avuto due figlie, Mackenzie e Daygan Hunter.
Nel marzo 2023 lui e DJ Qualls, attore e collega con cui ha lavorato in Supernatural, hanno annunciato il loro fidanzamento ufficiale. La coppia si era conosciuta durante una delle convention con i fan.

## Filmografia parziale

### Cinema
- Valentine - Appuntamento con la morte (Valentine), regia di Jamie Blanks (2001)
- L'acchiappasogni (Dreamcatcher), regia di Lawrence Kasdan (2003)
- Agente Cody Banks (Agent Cody Banks), regia di Harald Zwart (2003)
- X-Men 2 (X2), regia di Bryan Singer (2003)
- A testa alta (Walking Tall), regia di Kevin Bray (2004)
- The Chronicles of Riddick, regia di David Twohy (2004)
- Caos, regia di Tony Giglio (2005)
- Elektra, regia di Rob Bowman (2005)
- Firewall - Accesso negato (Firewall), regia di Richard Loncraine (2006)
- Vita da camper (RV), regia di Barry Sonnenfeld (2006)
- Conciati per le feste (Deck the Halls), regia di John Whitesell (2006)
- Arsenico e vecchi confetti (Married Life), regia di Ira Sachs (2007)
- Ultimatum alla Terra (The Day the Earth Stood Still), regia di Scott Derrickson (2008)
- L'alba del pianeta delle scimmie (Rise of the Planet of the Apes), regia di Rupert Wyatt (2011)
- The Twilight Saga: Breaking Dawn - Parte 1, regia di Bill Condon (2011)
- Godzilla, regia di Gareth Edwards (2014)
- Life on the Line, regia di David Hackl (2015)
- The War - Il pianeta delle scimmie (War for the Planet of the Apes), regia di Matt Reeves (2017)
- S.W.A.T. - Sotto assedio (S.W.A.T.: Under Siege), regia di Tony Giglio (2017)
- Thanksgiving, regia di Eli Roth (2023)

### Televisione
- X-Files (The X-Files) - serie TV, episodio 5x08 (1998)
- Stargate SG-1 - serie TV, episodi 3x06, 9x10 (1999, 2005)
- Dark Angel - serie TV, episodi 1x01-2x11 (2000-2002)
- Night Visions - serie TV, episodi 1x01-1x10 (2001)
- Andromeda - serie TV, 3 episodi (2001-2005)
- Jeremiah - serie TV, episodio 1x17 (2001)
- Just Cause - serie TV, episodio 1x15 (2003)
- Battlestar Galactica - serie TV, episodi 1x01-1x02 (2003)
- Kingdom Hospital - serie TV, 10 episodi (2004)
- Tru Calling - serie TV, episodio 2x01 (2005)
- The Evidence - serie TV, episodio 1x03 (2006)
- Supernatural - serie TV, 10 episodi (2006-2019)
- Fallen - Angeli caduti (Fallen) - miniserie TV (2007)
- Smallville - serie TV, episodio 8x12 (2009)
- Psych - serie TV, episodio 3x12 (2009)
- Battlestar Galactica - serie TV, 8 episodi (2005-2009)
- Men in Trees - Segnali d'amore (Man in Trees) - serie TV, 16 episodi (2006-2008)
- The L Word - serie TV, episodio 4x03 (2007)
- Defying Gravity - Le galassie del cuore (Defying Gravity) - serie TV, 12 episodi (2009)
- Eureka - serie TV, episodi 3x09-4x02 (2009-2010)
- Shattered - serie TV, 10 episodi (2010-2011)
- Corsa con la morte (The Killing Game), regia di Bobby Roth - film TV (2011)
- Heartland - serie TV, episodio 5x04 (2011)
- Fairly Legal - serie TV, episodio 1x01 (2011)
- True Justice - serie TV, 7 episodi (2011-2012)
- C'era una volta (Once Upon a Time) - serie TV, episodio 1x08 (2012)
- Arrow - serie TV, episodio 1x02 (2012)
- Flashpoint - serie TV, episodio 5x11 (2012)
- The Tomorrow People - serie TV, episodio 1x10 (2014)
- The 100 - serie TV, 10 episodi (2014-2017)
- Continuum - serie TV, 4 episodi (2014-2015)
- iZombie - serie TV, episodio 1x01 (2015)
- Unreal - serie TV, episodi 1x06-1x07 (2015)
- Strange Empire - serie TV, episodio 1x13 (2015)
- Dirk Gently - Agenzia di investigazione olistica (Dirk Gently's Holistic Detective Agency) - serie TV, episodi 1x01, 1x07 (2016)
- Slasher - serie TV, 7 episodi (2017)
- NCIS - Unità Anticrimine (NCIS) - serie TV, episodio 15x18 (2018)
- L'uomo nell'alto castello (The Man in the High Castle) - serie TV, 8 episodi (2018-2019)
- Black Summer - serie TV, 1 episodio (2019)
- Big Sky - serie TV, episodio 1x04 (2020)
- Fortunate Son - serie TV, 8 episodi (2020)
- Wynonna Earp - serie TV, 5 episodi (2020-2021)
- Fire Country - serie TV, episodio 1x01-1x02 (2022)
- Ragazze elettriche (The Power) - serie TV, episodio 1x03 (2023)

### Doppiaggio
- Draghi e draghetti (Dragon Tales) - serie animata, 94 episodi, voce di Ord (1999-2004)
- Being Ian - serie animata, 56 episodi, voce di Kyle Kelley (2004-2008)
- Krypto il Supercane (Krypto the Superdog) - serie animata, episodio 1x18, voce di Drooly (2005)
- La classe dei titani (Class of Titans) - serie animata, 47 episodi, voce di Henry (2006-2008)
- Iron Man: L'invincibile (Iron Man: Armored Adventures) - serie animata, 3 episodi, voci varie (2009-2011)
- Little Big Planet 2 - videogioco, voce di Clive (2011)
- Voltron Force - serie animata, 25 episodi, voce di Hunk (2011-2012)
- Nerds and Monsters - serie animata, 40 episodi, voce di Stan Grissie (2014-2016)
- Dead Rising 4 - videogioco, voce di Frank West[1] (2016)
- Angry Birds: Summer Madness - serie animata, 36 episodi, voce di Bomb (2022)

## Doppiatori italiani
Nelle versioni in italiano delle opere in cui ha recitato, Ty Olsson è stato doppiato da:
- Stefano Alessandroni in iZombie, S.W.A.T. - Sotto assedio, Black Summer, Ragazze elettriche
- Massimo Bitossi in Defying Gravity - Le galassie del cuore, NCIS - Unità anticrimine, Supernatural (st. 8, ep. 10x19, 15x14)
- Roberto Certomà in Psych, Godzilla
- Francesco De Francesco in Il lato oscuro di mio marito, Motive
- Valerio Sacco in X-Files
- Franco Mannella in X-Men 2
- Domenico Strati in Supernatural (ep. 2x03)
- Stefano Mondini in Ultimatum alla terra
- Saverio Indrio in Smallville
- Oliviero Cappellini in Shattered
- Alessio Cigliano in C'era una volta
- Alessandro Messina in Falling Skies
- Pasquale Anselmo in The 100
- Natale Ciravolo in Continuum
- Alessandro Ballico in The War - Il pianeta delle scimmie
- Walter Rivetti in Slasher
- Luca Ciarciaglini in L'uomo nell'alto castello
- Pierluigi Astore in Big Sky
- Stefano Thermes in Dirk Gently: Agenzia di investigazione olistica
- Alberto Bognanni in Fire Country

Da doppiatore è stato sostituito da:
- Gianluca Iacono in Draghi e draghetti
- Riccardo Peroni in Little Big Planet 2[2]
- Roberto Accornero in Dead Rising 4